# Свидь (посёлок)
Свидь — опустевший поселок в Коношском районе Архангельской области. Входит в состав Ерцевского сельского поселения.

## География
Находится в юго-западной части Архангельской области на расстоянии приблизительно 70 км на запад-юго-запад по прямой от административного центра района поселка Коноша недалеко от озера Воже.

## История
Бывший посёлок в тюремной системе Каргопольлага. Ранее сюда доходили пути Ерцевской железной дороги.

## Население
Численность населения: 3 человека (русские 100) в 2002 году, 0 в 2010.